# Saazer Hopfen
Saazer Hopfen (tschechisch Žatecký chmel) ist ein tschechischer Echter Hopfen mit geschützter Ursprungsbezeichnung, der nach der Hopfensstadt Žatec (Saaz) benannt ist.

## Herkunft

Anbaugebiet des Saazer Hopfens

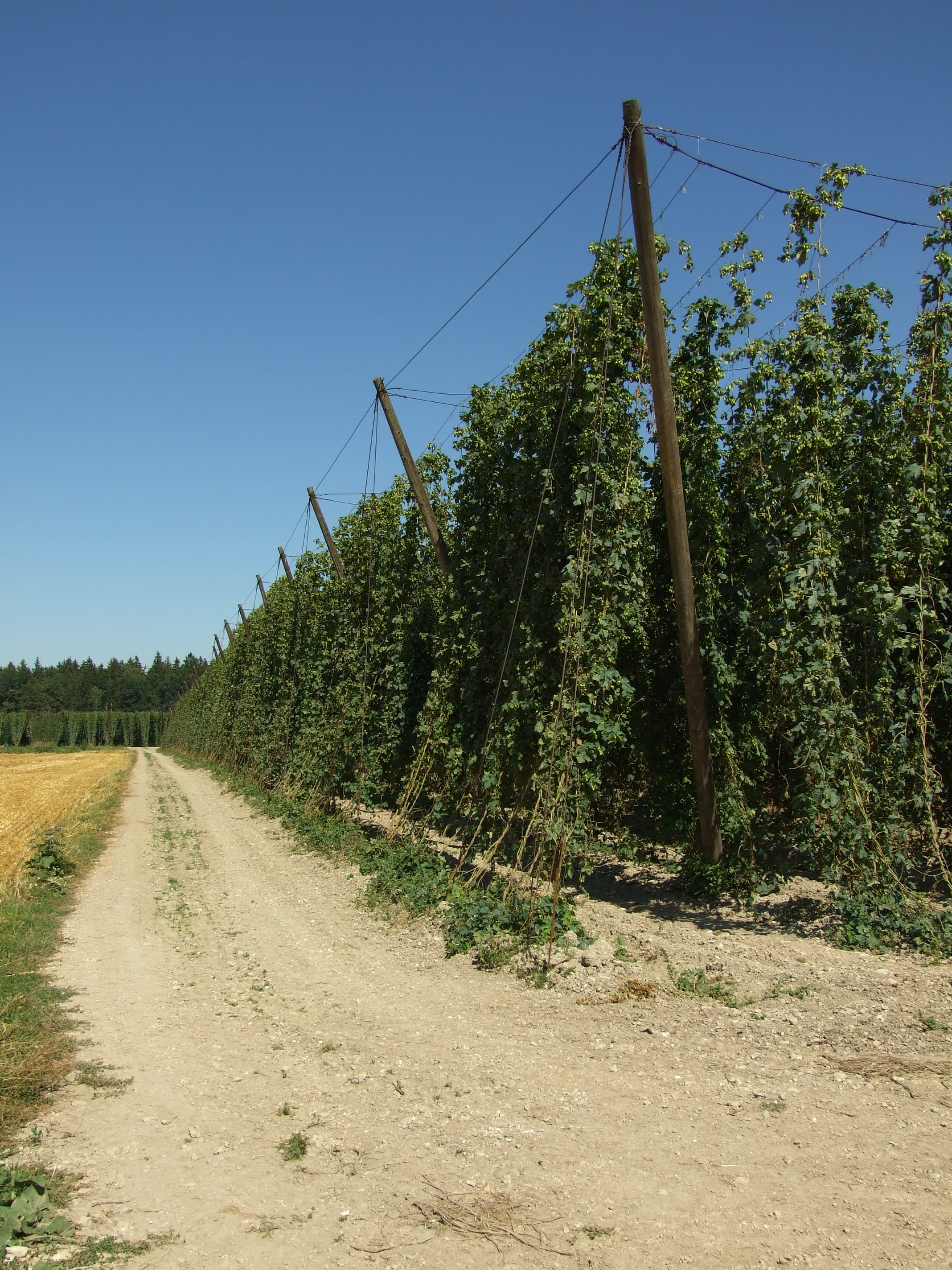
Hopfenfeld in Mšec

Das Herkunftsgebiet umfasst Gebiete in den Kreisen Louny, Rakovník, Chomutov, Kladno, Plzeň-Nord und Rokycany.
Das Gebiet wird durch das Erzgebirge, das Duppauer Gebirge und das Böhmische Mittelgebirge eingefasst. Die Gebirge bilden zusammen einen Regenschatten durch den die jährlichen Niederschläge im Durchschnitt nur bei etwa 450 mm legen. Die jährliche Durchschnittstemperatur beträgt 8 bis 9 °C, während der Vegetationsperiode etwa 14 bis 16 °C. Die Böden sind hauptsächlich permische Rotböden oder leichtere, mergelhaltige Böden, gelegen auf 200 bis 500 m über dem Meeresspiegel. Es handelt sich zumeist um breite, offene, gut belüftete Ebenen, die vor den starken West- und Nordwinden geschützt sind.
Seit 2023 zählen Žatec und die Landschaft des Saazer Hopfens zum UNESCO-Weltkulturerbe.

## Herstellung
Echter Hopfen ist eine zweihäusige Pflanze. Für die Herstellung von Brauhopfen werden ausschließlich weibliche Pflanzen verwendet, von denen auf einem Hektar Anbaufläche je nach Anbauverfahren, Wachstumseigenschaften der Pflanze und Optimierung der Bestandsstruktur 2.500 bis 3.500 Stück mit einer Lebensdauer von bis zu 20 Jahren angebaut werden.
Die Erziehung der Hopfenreben erfolgt an etwa 7 m hohen Gerüsten aus Holz oder Beton. Im April werden die Pflanzen geschnitten, die Steigdrähte in die Hopfengerüste eingehängt und die Reben um die Drähte gewickelt. Im Laufe der Vegetationsperiode werden die Pflanzen weiter an den Drähten erzogen und mehrmals gegen tierische Schadorganismen und Krankheiten gespritzt. Von Mitte August bis Anfang September erfolgt die Ernte. Danach werden die Hopfenzapfen zu Pellets gepresst oder zu Granulat verarbeitet.

## Eigenschaften
Als Saazer Hopfen sind nur die halbfrühen Sorten Lučan, Blato, Osvaldův klon 31, Osvaldův klon 72, Osvaldův klon 114, Siřem, Zlatan, Podlešák und Blšanka zugelassen. Die Hopfenzapfen haben eine mittlere bis längliche Eiform, 100 Zapfen wiegen 13–17 g. Typisch sind die rote Farbe der Reben, eine feine Spindel und der niedrige Myrcengehalt von 25 bis 40 %. Das Hopfenharz hat einen relativ niedrigen Gehalt an Alpha-Bittersäure von 2,5 bis 5,5 % und einen hohen Gehalt an Beta-Farnesen von 14 bis 20 %. Saazer Hopfen wird gepresst oder als Granulat vermarktet.

## Kennzeichnung und Handel
Der Erzeuger wiegt, kennzeichnet und verplombt das Produkt und erstellt eine Erklärung über Anzahl und Gewicht der gekennzeichneten Packungen, aufgeschlüsselt nach Katasterfläche und Hopfensorte. Das zuständige Kontrollinstitut überprüft den gekennzeichneten Hopfen bzw. die gekennzeichneten Hopfenerzeugnisse und stellt eine Prüfurkunde aus. Außerdem führt das Institut ein Verzeichnis der Hopfenanbauflächen und der Hopfenerzeuger.